# Museo Tàpies
El Museo Tàpies (en catalán: Museu Tàpies; hasta 2024, Fundación Antoni Tàpies) es un museo y centro cultural situado en la ciudad de Barcelona. Está dedicado principalmente a la vida y la obra del pintor español Antoni Tàpies (1923-2012).
Fue fundada por el propio artista en 1984. La idea era la de crear un centro para el estudio y la promoción del arte contemporáneo. Cuenta con una de las colecciones más completas de la obra de Tàpies, donadas por el propio pintor y por Teresa Tàpies, su mujer. Contiene más de 360 obras originales (pinturas, dibujos y grabados) ca. 1000 grabados y libros de artista de todos los periodos artísticos del pintor. Abrió sus puertas el mes de junio de 1990.
Además de las exposiciones permanentes dedicadas al pintor barcelonés, el museo realiza numerosas exposiciones temporales que abarcan todos los géneros artísticos. Destaca también la biblioteca, especializada en arte moderno, y que está considerada como una de las más completas del mundo en su género. Cuenta también con una sección dedicada al estudio del arte asiático.

## El edificio
La sede se encuentra en el barrio del Ensanche, en un edificio modernista obra del arquitecto Lluís Domènech i Montaner. Proyectado en 1879, fue construido entre 1881 y 1885, la fachada del edificio combina la utilización de los ladrillos con hierro. Fue el primero de estas características que se construyó en la zona y sirvió como sede hasta 1981 de Montaner y Simón Editores, fundada en el año 1868 y propiedad de su tío Ramon Montaner i Vila (tío del arquitecto) y de su socio Francesc Simón i Font, donde trabajaron escriptores como Pere Calders, Josep Soler Vidal, Jesús Moncada, entre otros.
El edificio es considerado una de las obras pioneras de la renovación arquitectónica y urbana del movimiento modernista.
Fue restaurado por los arquitectos Roser Amadó y Lluís Domènech Girbau que además lo acondicionaron para ser la sede de la Fundación. Tàpies realizó una escultura, Núvol i cadira (Nube y silla), que actualmente corona la fachada del edificio y que se ha convertido en todo un símbolo de la propia fundación.
En 2010 se reabrió el museo tras dos años de rehabilitación, a cargo del arquitecto Iñaki Ábalos. En esta ocasión la obra estrella de la nueva exposición fue la escultura titulada Mitjó (Calcetín), situada en la terraza de la Fundación. Este era un viejo proyecto de Tàpies, encargado en 1992 por el Ayuntamiento de Barcelona para decorar la Sala Oval del Palacio Nacional de Montjuïc, sede del MNAC. Tàpies proyectó una escultura en forma de calcetín, de 18 metros de altura, con la significación, según él, de «un humilde calcetín en cuyo interior se propone la meditación y con el que quiero representar la importancia en el orden cósmico de las cosas pequeñas». Sin embargo, debido al rechazo popular al proyecto y a la oposición de la Generalidad de Cataluña, la obra finalmente no se llevó a término. Aun así, años más tarde el artista retomó el proyecto, que sin embargo pasó del proyecto original de 18 metros a una versión reducida de 2,75 metros.

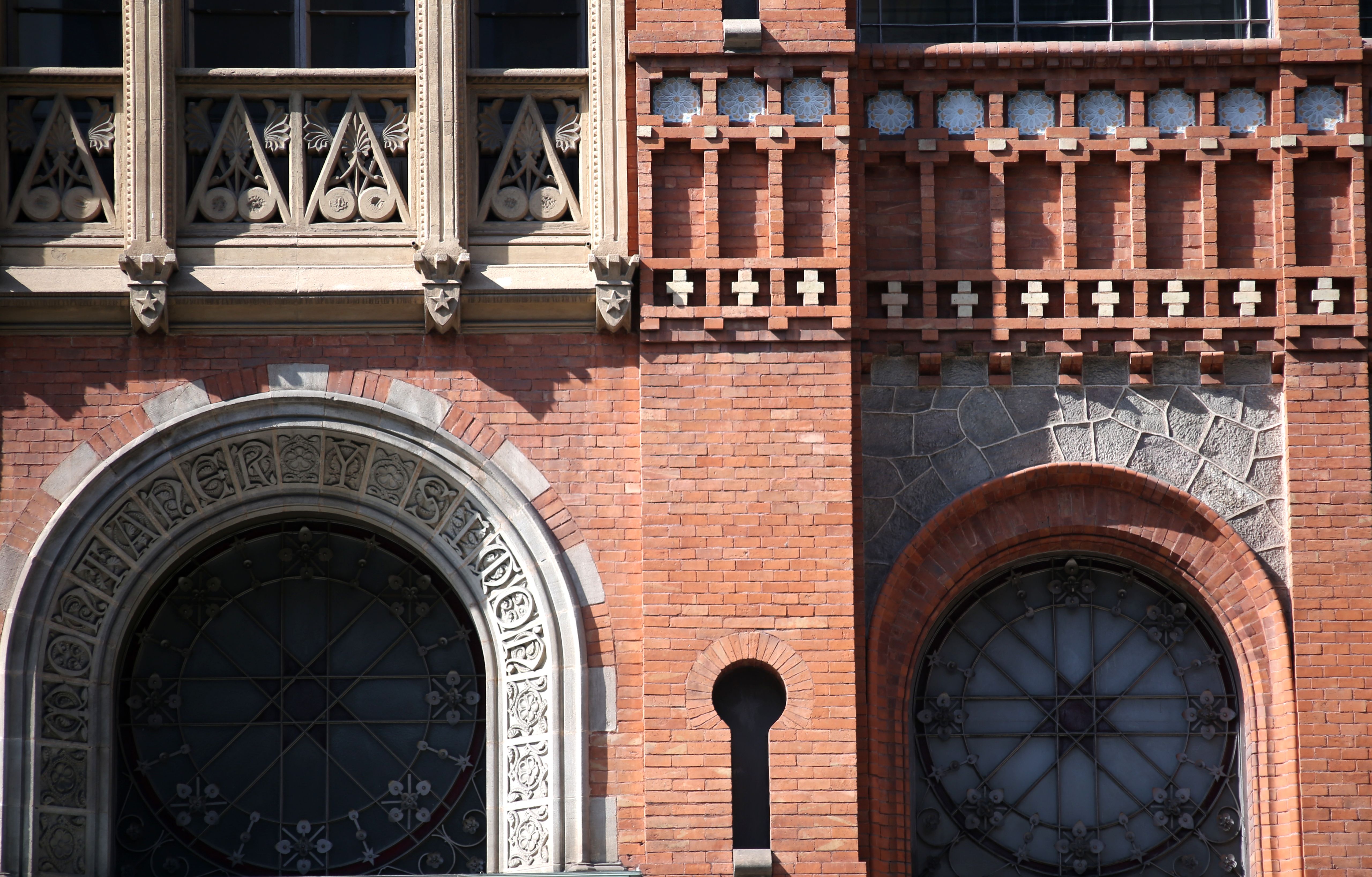
Parte central de la fachada
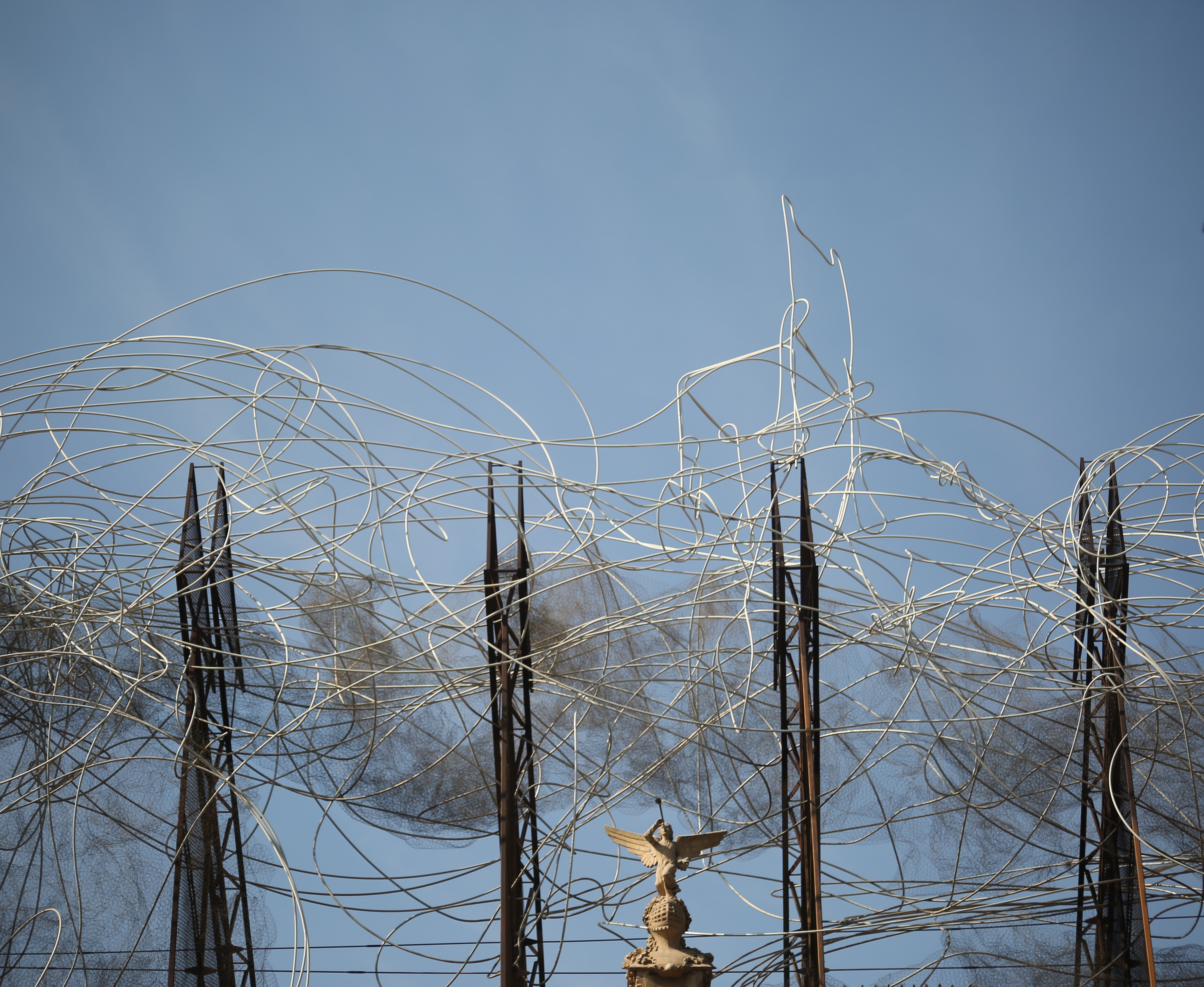
Núvol i cadira (Nube y silla)

## Historia
La fundación fue constituida legalmente como tal el mes de noviembre de 1984, meses más tarde que Antoni Tàpies visitara por primera vez el edificio de la antigua Editorial Montaner i Simón, propiedad del Ayuntamiento de Barcelona. En 1987 se firmó un convenio en el que se estipulaba que el Ajuntament se ocuparía de los gastos de restauración del edificio y cedía el espacio a la Fundació para que realizara su actividad. Instituciones como la Generalidad de Cataluña y el Ministerio de Cultura también asumieron parte de la inversión requerida, sobre todo a nivel museográfico.
Su primer director fue Manuel Borja-Villel (1990-1998), seguido de Nuria Enguita (1998-2008). Entre el 2008 y el 2010 la Fundación estuvo cerrada por obras de remodelación, y abrió de nuevo sus puertas el 3 de marzo del 2010 con la exposición Antoni Tàpies. Els llocs de l’art (Antoni Tàpies. Los lugares del arte). Laurence Rassel, quien prendió la el relieve en la dirección en 2008, fue substituida por Carles Guerra en septiembre de 2015. Este último dejó la Fundació en diciembre de 2019.Tras más de tres años sin máximo responsable, Imma Prieto fue nombrada directora en junio de 2023.
En 2024 la institución cambió de nombre, de Fundación Antoni Tàpies a Museo Tàpies, coincidiendo con el centenario del nacimiento del artista.

## La Colección
La colección muestra la evolución del artista a lo largo de todos los sus periodos artísticos desde los años 40 del siglo XX. Su fondo reúne más de 360 obras originales (pinturas, dibujos y esculturas) y ca. 1000 grabados, libros de artista y carteles. Cada año el artista donaba una obra a la Fundació para ir enriquiciendo su fondo.

### Obras destacadas
- Zoom, 1946
- Porta metàl·lica i violí (Puerta metálica y violín), 1956
- Matèria en forma de peu (Materia en forma de pie), 1965
- Palla i fusta (Paja y madera), 1969
- Armari (Armario), 1973
- Taronja sobre decorat de teatre (Naranja sobre decorado de teatro), 1978
- 1/2, 2003
- Dues cadires (Dos sillas), 2009
- Mitjó (Calcetín), 2010